# Hans Sauer (Erfinder)
Hans Sauer (* 4. Juni 1923 in Mladetzko, Tschechoslowakei; † 13. Mai 1996 in Deisenhofen) war ein deutscher Erfinder und Gründer der Hans Sauer Stiftung.

## Biografie
Hans Sauer wuchs als Sohn eines deutschböhmischen Landwirts in der Tschechoslowakei auf und machte nach Ende der Schulzeit zunächst eine Ausbildung zum Landwirt. 1940 meldete er sich freiwillig zur Luftwaffe. Bei Kriegsende geriet Hans Sauer in amerikanische Kriegsgefangenschaft und arbeitete dort als technischer Zeichner.
1950 nahm er das Studium am Oskar-von-Miller-Polytechnikum in München auf und schloss als 27-Jähriger in der dortigen Abteilung Feinmechanik/Optik ab. Hans Sauer ging zu Siemens, wo er als Entwicklungsingenieur für elektromechanische Schaltelemente (Relais) tätig war. 1954 wanderte er in die USA aus, wo er bis 1956 bei den Unternehmen Autelco und Comar weiter an der Relaisentwicklung arbeitete.
Er kehrte bald wieder nach Deutschland zurück und wurde Ingenieur bei der Schaltbau GmbH in München. 1962, nach zwölf Jahren Entwicklungsarbeit in großen Unternehmen und enttäuscht darüber, dass die Bedeutung vieler seiner Relais-Entwicklungen, von seinen Vorgesetzten „entweder nicht erkannt“ wurden oder diese die „Innovationshemmnisse scheuten“, machte sich Hans Sauer selbstständig und gründete die SDS (Sicher-Durch-System)-Elektro GmbH.
Seit etwa 1952 hatte Hans Sauer erkannt, dass die eigentlich „alte“ Relaistechnik  grundsätzlich erneuert werden konnte. Er arbeitete seitdem an neuen Relaiskonzeptionen, die über weltweit 309 Patente Sauers zu einer modernen Hochleistungs-Relais-Technik führten.

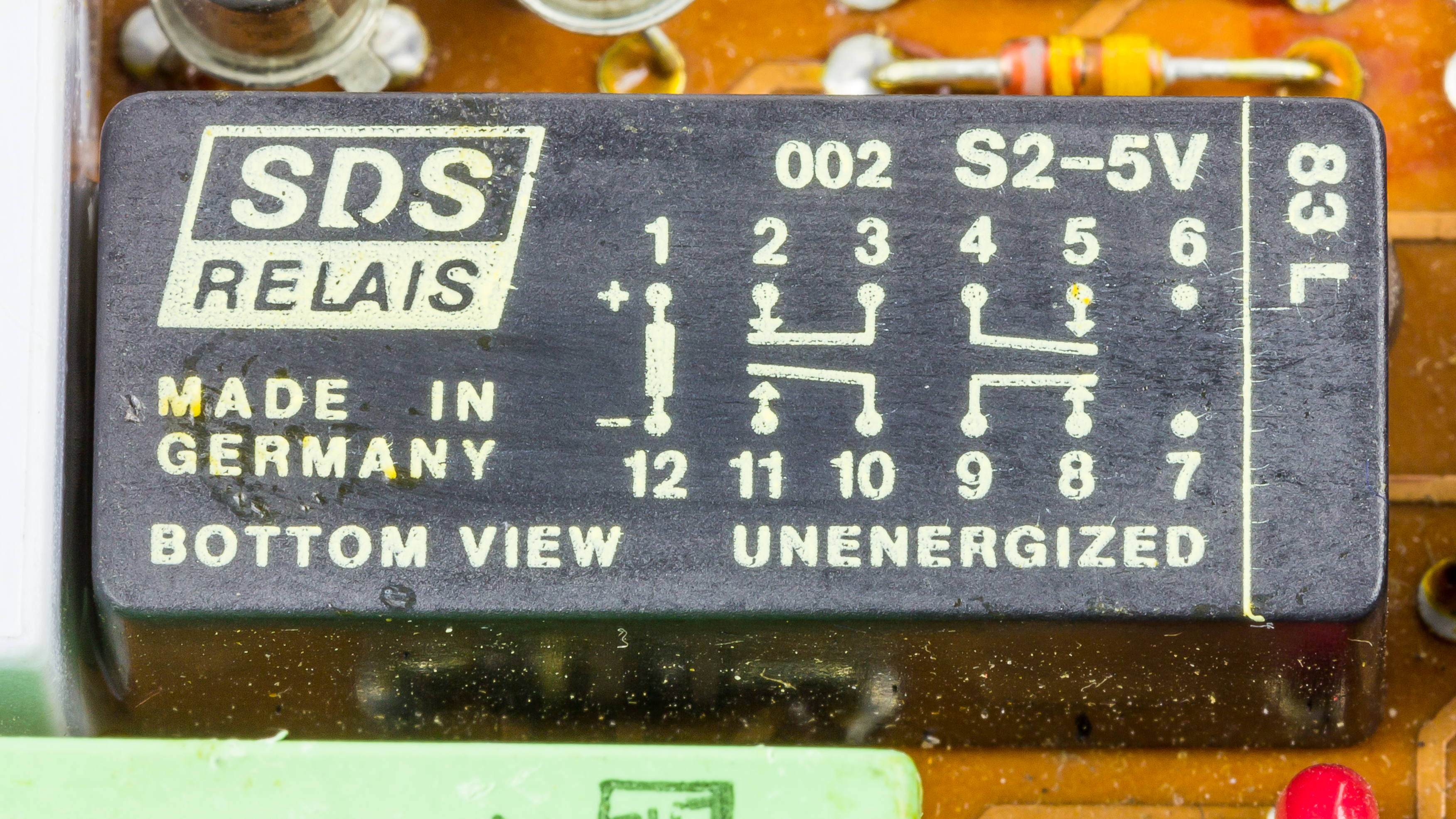
Ein SDS-Relais

Auf der Suche nach Lizenznehmern und Kapitalgebern für seine Innovationen stieß Hans Sauer bei den großen Unternehmen für elektronische Bauelemente wie Siemens und ITT auf Desinteresse und Ablehnung. 1963 fand er jedoch in den japanischen Matsushita Electric Works Ltd. einen Kooperationspartner. Dies führte bald zur Umgründung in die SDS Relais AG mit modernen Produktions- und Vertriebsstätten in Deutschland, Österreich, der Schweiz, Frankreich, Italien, England und Schweden sowie schließlich auch in den USA. Allein in Europa erwirtschaftete die SDS-Relais AG im Jahr 1985 einen Umsatz von umgerechnet fast 80 Millionen Euro.
Hans Sauers Miniaturrelais wurden als zentrale Bauelemente in allen elektrischen Geräten und Anlagen die Mikrochips der 1970er und 1980er Jahre. Sie bedeuteten im Vergleich zur damaligen Relaistechnik eine 100-fach höhere Zuverlässigkeit, eine 1.000-fache Effizienz, hatten einen 10.000-fach erweiterten Schaltleistungsbereich, reduzierten den Energieverbrauch auf ein Tausendstel und waren für die verschiedensten Anwendungsbereiche programmierbar bei gleichzeitig deutlich niedrigeren Herstellungskosten.
Hans Sauers Relaisentwicklungen schlugen die entscheidende technische Brücke von den elektromechanischen zu den elektronischen und auf der Basis integrierter Halbleiterschaltungen funktionierenden Bauelementen. 1989 verkaufte Hans Sauer sein Unternehmen ganz an den Matsushita-Konzern (heutige Panasonic Industry Europe GmbH in Ottobrunn) und gründete die „Hans-Sauer-Stiftung für evolutionsorientiertes Erkennen und Handeln“, in deren Kuratorium mit Dr. Ursula Sauer eine Tochter vertreten ist und die im 2-Jahres-Turnus den Hans-Sauer-Preis vergibt. Zusammen mit den Erfinderunternehmern Ludwig Bölkow und Artur Fischer widmete sich Hans Sauer intensiv der Suche nach Antworten auf die Frage nach den tieferen Gründen der Erfindertätigkeit und des Zusammenlebens von Mensch und Natur.
Hans Sauer war verheiratet mit Eva Sauer (* 26. Mai 1938; † 23. Juni 2008), die Vorsitzende des Stiftungskuratoriums der Hans-Sauer-Stiftung, Mitglied im Vorstand der SDS-Relais AG sowie Gesellschafterin der transtechnik GmbH war. Hans Sauer hatte mehrere Kinder.

## Hans Sauer Stiftung

Logo der Stiftung

1989 gründete Hans Sauer eine nach ihm benannte Stiftung, nach eigenen Angaben mit der Vision, „dass Innovationen zukünftig generell aus einer sozialen und ethischen Motivation heraus entstehen und damit messbaren gesellschaftlichen und ökologischen Nutzen stiften“. Stiftungszweck ist die Förderung von Wissenschaft und Forschung.

## Sudetendeutsches Kulturerbe
Als Sudetendeutscher war Hans Sauer bemüht um den Erhalt des kulturellen Erbes seiner Landsleute. Schon als Student erstellte er aus dem Gedächtnis einen Ortsplan seiner Heimatgemeinde Mladetzko. Diese befindet sich nördlich des Kuhländchens und westlich von Troppau. Hans Sauer veröffentlichte 1977 das Buch Mladetzko, das er dem Andenken der Vorfahren der Bewohner von Mladetzko und deren Kindern widmete. Hans Sauer förderte auch die Herausgabe von Chroniken der Nachbargemeinden im Landkreis Troppau Brättersdorf, Dorfteschen, Eckersdorf, Groß-Herrlitz, Meltsch, Neu Zechsdorf sowie das Buch von Hans Prandhoff ... leuchtet's lange noch zurück und Fritz Pendl Sterblichkeit ist Schein.

## Werke

### Monographien
- Relais-Lexikon. Hüthig, Heidelberg 1985.
- Moderne Relaistechnik. Moderne Industrie, Landsberg/Lech 1988.
- Mladetzko. Selbstverlag, Deisenhofen 1977

### Beiträge
- Kooperation mit der Evolution. In: Monika Sachtleben (Hrsg.): Kooperation mit der Evolution. Diederichs, München 1999, S. 15–37.
- Kybernetische Kreativität. Die Kooperation mit der Evolution. In: Wilhelm Ebert (Hrsg.): Evolution, Kreativität und Bildung. Alois Erdl Verlag, Trostberg 1995, S. 51–68.
- Das Phänomen der Kreativität. In: Hans Prandhoff: ... leuchtet's lange noch zurück. Sudetendeutsche Stiftung, München 1992
- Mit Ekkehard Zerbst: Kybernetik und Bionik. Erfindungsmethoden mit Zukunft. In: Deutsche Aktionsgemeinschaft Bildung-Erfindung-Innovation (Hrsg.): DABEI-Handbuch für Erfinder und Unternehmer. VDI, Düsseldorf 1987, S. 55–75.

## Auszeichnungen
- 1968: Münchner Elektroniker-Preis
- 1983: Rudolf-Diesel-Medaille in Gold
- 1983: Urkunde „Pionierpatent“ des Deutschen Patentamtes
- 1983: Ehrenurkunde für Verdienste um den Aufbau der deutschen Wirtschaft
- 1984: Aufnahme in die Erfindergalerie des deutschen Patentamtes
- 1987: Ständiger Ehrengast der ETH Zürich
- 1988: Bundesverdienstkreuz 1. Klasse
- 1990: Ritter-von-Gerstner-Medaille
- 1993: Ehrendoktorwürde der Technischen Universität Dresden